# کمیته حفاظت از روزنامه‌نگاران
کمیته حفاظت از روزنامه‌نگاران (CPJ) یک سازمان مستقل و غیرانتفاعی است که در سال ۱۹۸۱ در نیویورک آمریکا تأسیس شد. این کمیته با اعتقاد به اصل «لزوم مطبوعات آزاد برای رشد جوامع مدنی» از حقوق روزنامه‌نگاران سراسر جهان در راستای تهیه گزارش‌های مبتنی بر واقعیت، بدون هراس از تبعات انتشار آن، دفاع می‌کند. به گفتهٔ این سازمان در سال ۲۰۲۱ یازده روزنامه‌نگار در ایران از جمله کیوان صمیمی و کسری نوری در زندان هستند یا بازداشت شدند.

## پیشینه
مؤسسان CPJ گروهی از خبرنگاران آمریکایی (در حوزه اخبار خارجی) بودند که نیاز به تشکیل چنین سازمانی را برای محافظت از روزنامه‌نگاران در مقابل حکومت‌های خودکامه، اقتدارگرا و دیگر دشمنان روزنامه‌نگاری مستقل بیش از سایرین درک کرده بودند. اینان، سال‌ها درکشورهای بحران زده و توسعه نیافته جهان به روزنامه‌نگاری مشغول بودند و فضای خفقان، سرکوب، تهدید و ارعاب را به خوبی می‌شناختند.
پیوستن نام‌های بزرگ مطبوعاتی به پیکره مدیریتی کمیته، خیلی زود این نهاد مستقل و کوچک را به تشکیلاتی قدرتمند، با نفوذ و اثرگذار تبدیل کرد. امروز، کمیته حفاظت از روزنامه‌نگاران با هیئت مدیره‌ای متشکل از ۳۵ روزنامه‌نگار مطرح جهان، در بیش از ۱۲۰ کشور که اغلب از حکومت‌های فاسد، جنگ‌های داخلی و مطبوعات آسیب‌پذیر رنج می‌برند حضور و فعالیت دارد. این کمیته از قبول کمک‌های دولتی خودداری و هزینه‌های خود را از طریق تأمین کنندگان مالی از جمله اشخاص حقیقی و حقوقی و موسسه‌های خیریه تأمین می‌کند.

## عملکرد سازمان
عملکرد اجرایی CPJ برای حمایت از روزنامه‌نگاران را می‌توان در انتشار گزارش‌های علنی پیرامون سوء رفتارهای اعمال شده علیه روزنامه‌نگاران، هشدار و اطلاع‌رسانی به روزنامه‌نگاران و آژانس‌های خبری دربارهٔ مناطق پرخطر، بهره‌گیری از راهکارهای دیپلماتیک و مذاکره برای اصلاح وضعیت مطبوعات در کشورهای ناقض آزادی بیان و سرانجام برپایی تظاهرات اعتراض‌آمیز مردمی به نفع رسانه‌های مستقل و آزاد خلاصه کرد. این کمیته علاوه بر گزارش‌های ویژه خبری که به‌طور مستمر تهیه می‌کند، یک مجله گاهنامه‌ای (سالی دوبار) را با عنوان «ماموریت‌های خطرناک» (Dangerous Assignments) و یک گزارش سالانه را با عنوان «حملات علیه مطبوعات» (Attacks on the press) منتشر می‌کند که از جمله جامع‌ترین تحقیقات آماری جهان در حوزه آزادی مطبوعات به‌شمار می‌رود.
CPJ از طریق همکاران تمام وقتی که در آفریقا، آمریکا، آسیا، اروپا، آسیای میانه، خاورمیانه و شمال آفریقا نظارت بر وضعیت مطبوعات را بر عهده دارند، اطلاعات مورد نیاز برای تهیه گزارش‌های رسمی خود را دریافت می‌کند.
این افراد تحولات روزانه مطبوعات و رسانه‌ها را در حوزه‌های تحت پوشش خود پیگیری و اطلاعات مورد نظر را از طریق تحقیقات شخصی، تماس‌های دست اول (تماس بدون واسطه با منبع اول خبر) و مراجعه به گزارش‌های دیگر روزنامه‌نگاران جمع‌آوری می‌کنند. به علاوه، کمیته CPJ از طریق سازمان بین‌المللی آزادی بیان (یک شبکه جهانی مبتنی بر پست الکترونیک) با دیگر نهادهای فعال در حوزه آزادی مطبوعات اشتراک اطلاعات دارد. تماس مستقیم روزنامه‌نگاران با کمیته، از دیگر راه‌هایی است که به افزایش اطلاعات کمیته کمک می‌کند.
در موارد اضطراری از جمله تهدید، بازداشت و زندانی شدن یک روزنامه‌نگار، خود او یا دوستان و خانواده‌اش می‌توانند اطلاعات مفیدی را بدون واسطه به کمیته ارائه کنند که این کار از طریق مراجعه به وبگاه اینترنتی www.CPJ.org ممکن است. دایره تحقیقات کمیته حفاظت از روزنامه‌نگاران سالانه صدها مدرک و سند مرتبط با حملات صورت گرفته علیه اهالی مطبوعات را طبقه‌بندی می‌کند. این اسناد تا لحظه‌ای که ارتباط بین آسیب‌های روزنامه‌نگاران (از قبیل جراحت، بازداشت یا مرگ) به اثبات نرسیده، غیررسمی می‌مانند و تنها در صورتی رسمیت می‌یابند که ارتباط یاد شده اثبات و محرز شود.
این کمیته دربارهٔ فعالیت و سرکوب‌ها در ایران موضع‌گیری کرده است؛ اردیبهشت ۱۳۹۹ سازمان اجرای حکم زندان حسن فتحی، روزنامه‌نگار باسابقه ایران را محکوم کرد و خواستار آزادی او شد.

## شاخص‌ها
بر این اساس، طبقه‌بندی اسناد به شرح زیر صورت می‌گیرد:
1. روزنامه‌نگاران ربوده شده توسط گروه‌های متخاصم غیردولتی
2. روزنامه‌نگاران مورد حمله قرار گرفته (از قبیل ضرب و جرح، توهین، ضبط وسایل و غیره…)
3. روزنامه‌نگارانی که مطالبشان مشمول سانسور شده
4. روزنامه‌نگاران اخراج شده (شامل تبعید به خارج از کشور)
5. روزنامه‌نگاران مورد مزاحمت قرار گرفته (شامل ممنوعیت دسترسی به منابع خبری یا ایجاد مزاحمت برای اعضای خانواده، اخراج از کار یا بازداشت روزنامه‌نگاران به مدت کمتر از ۴۸ ساعت)
6. روزنامه‌نگاران زندانی شده (توسط دولت)
7. روزنامه‌نگاران به قتل رسیده
8. روزنامه‌نگارانی که با موانع قانونی رو به رو می‌شوند (از قبیل عدم صدور ویزا)
9. روزنامه‌نگاران ناپدید شده (که هیچ گروهی مسوولیت ربودن آن‌ها را بر عهده نمی‌گیرد)
10. در نهایت روزنامه‌نگاران تهدید شده (فیزیکی یا روانی)